# Белая грива: Дикая лошадь
«Белая грива: Дикая лошадь» (фр. Crin blanc: Le cheval sauvage) — французский короткометражный чёрно-белый фильм 1953 года о дружбе мальчика и дикого коня, снятый Альбером Ламорисом по собственному сценарию. В фильме почти нет диалогов, присутствует музыкальное сопровождение и закадровый текст.
В 1959 году была опубликована новеллизация фильма — одноимённая повесть, написанная Рене Гийо.

## Сюжет
В болотистых низинах Камарг в средиземноморской дельте Роны пасётся табун диких лошадей, их вожак — красивый белогривый жеребец, которого так и называют Белая Грива (фр. Crin Blanc).
Группа скотоводов пытается захватить роскошного жеребца и поместить его в загон, однако он убегает. За этим наблюдает мальчик по имени Фолько, которых живёт с младшим братом и дедушкой, помогая ему в ловле рыбы — их единственном заработке — однако мечтает только о лошадях. Фолько мечтает когда-нибудь сделать то, что не удалось взрослым и обуздать Белогривого. Когда скотоводы в очередной раз терпят неудачу с жеребцом, Фолько спрашивает их, может ли он взять себе Белогривого, и те «разрешают» мальчику, при условии, что он поймает коня, однако смеются, что раньше рыба вырастит крылья, чем он этого достигнет.
Позже Фолко находит Белогривого в болотах и заарканивает его. Не желающий терять свободу конь тащит мальчика за аркан по воде, так что тот чуть не захлёбывается, но не отпускает руку. Устав или смягчив свой нрав, жеребец подходит к нему, и двое становятся друзьями. Позднее, случайно или намеренно, Белогривый проигрывает схватку в табуне с претендентом на главенство и присоединяется к мальчику насовсем.
Однако, как выясняется, скотоводы не теряют надежды приручить камаргу и предпринимают новую попытку, запалив их пастбища. Впервые сев на Белогривого, Фолько устремляется на нём без седла через болота и дюны к морю. Скотоводы бросаются в погоню и окружают их, но друзья отказываются быть пойманным — Белогривый с Фолько на спине мчится прямо в морские волны. Фильм заканчивается голосом от автора, говорящим, что Белогривый взял Фолько на остров, где лошади и дети могут оставаться друзьями навсегда.

## Восприятие
Многие критики увидели в «Белой гриве» и её создателе продолжение поэтической и документальной традиции Роберта Флаэрти, в частности, его фильма «Нанук с Севера»: «Флаэрти, полюбил бы этот фильм („Белую гриву“). И мы, наверно, полюбим его, тем более теперь, когда Флаэрти нам уже не хватает, чтобы восторгаться поэзией природы».
Обозреватель New York Times Терренс Рафферти называя режиссёра одним из величайших поэтов кино и бесстрашным исследователем, пишет, что фильм является одним из самых прославленных детских фильмов и сравнивает эту короткометражку с самым знаменитым фильмом режиссёра («Красный шар»), где разница заключается фактически лишь в ландшафте местности.
Сам Ламорис говорил, что он в своих короткометражных фильмах стремился осуществить мечту своих героев. Эта мечта — мечта мальчика о бегстве из очень плохой действительности в мир, где нет вражды. В реальном мире взрослые лишают героев альтернативы. Их спасение, их защита только в одном — в бегстве. Также по поводу своей работы он так высказывался таким образом: «Знаете, фильм — что лошадь: её тренируешь годами, потом ездишь на ней, думая, что ты управляешь ею, но в действительности это она управляет вами… Конечно, можно справиться с лошадью, но можно также и быть выбитым из седла».
Р. П. Шур отмечает, что «определенные принципы, положенные в основу создания „Белой гривы“, сближают её с принципами создания неореалистических фильмов и фильмов „киноправды“: это съёмка на натуре; отказ от цвета; использование в фильме именно тех людей, о которых он повествует» (имеются в виду скотоводы-манадьеры). При этом автор подчёркивает, что «Белая грива» — «не документ, не документальный фильм»: главный герой, конь Белая грива, была сыгран тремя или четырьмя похожими лошадьми, Ламорис сам снялся в роли одного из манадьеров, исполнитель роль Фолько был городским мальчиком из Марселя, сама история была выдуманной. При этом «самое необычное — это то, что в 1952 году Ламорис снял „Белую гриву“ без диалогов, без слов — почти как немой фильм»: это «немой, вернее, „неговорящий“ фильм такого уровня, о котором уже на новом этапе кино мечтал во Франции Рене Клер, а в Советском Союзе — С. Эйзенштейн; уровня, который мог бы быть достигнут, оценен, ощутим только на стадии кино звукового и цветного»:

Только на стадии звукового кино мог появиться фильм, где от слова, от диалога отказались сознательно, где его не заменили ни пояснительными надписями, ни жестами, ни мимикой лица, ни беззвучным шевелением губ; отказались от диалога, при том что извлекли особый художественный эффект из существования звука, так как зазвучали, заговорили своим языком природа и всё живое, что её населяет.

## Номинации и награды
- 1953 — Гран-при/Золотая пальмовая ветвь за короткометражный фильм 6-го Каннского кинофестиваля[6]
- 1953 — Премия Жана Виго за лучший французский фильм социально-гуманистической направленности[7]
- 1954 — Номинация премии BAFTA в категории «лучший документальный фильм»[уточнить][8]